# Der kleine Tiger Daniel
Der kleine Tiger Daniel (Originaltitel: Tiger Daniel’s Neighborhood) ist eine amerikanische Zeichentrickserie, die seit 2012 gezeigt wird. Die noch laufende Serie besteht aus über 40 Episoden zu je zwei Geschichten. Sie ist der Nachfolger der Serie Mister Rogers’ Neighborhood von 1963.

## Inhalt
In der Serie geht es darum, Kindern Lösungen für Alltagsprobleme näherzubringen und diese für sie verständlich zu machen. Jede Episode besteht aus zwei Geschichten, die beide dieselbe Moral enthalten, die in Liedform und manchmal auch in Reimen erklärt wird.

## Hauptcharaktere
- Daniel Tiger: Daniel ist ein kleiner Tiger und die Hauptperson der Serie. Er lebt mit seinen Eltern zusammen in einem Bungalow am Stadtrand direkt am Meer. Daniel trägt häufig einen blauen Plüschtiger namens Tigi bei sich.
- Elena Weber: Elena ist eine gute Freundin Daniels und hat viel Phantasie. Ihr Vater betreibt ein Geschäft für Musikinstrumente und ihre Mutter führt ein Museum mit Drehkuppel.
- Prinz Willi: Er gebraucht zwar häufig das Adjektiv „königlich“ und trägt eine Krone, betrachtet sich aber keinesfalls besser als seine Freunde. Prinz Willi lebt zusammen mit seinen Eltern König Frederick und Königin Sara und seinem Bruder Prinz Toby in einem Schloss. Damit ist er der einzige der Freunde, der kein Einzelkind ist. Sein Originalname lautet Prince Wednesday.
- Huhu Eule: Huhu (im Original O) ist eine kleine Eule und lebt bei seinem Onkel Hugo (im Original X) in einem Baum. Huhu liebt nichts mehr als Bücher. Selbst seine Brotbox sieht wie ein Buch aus.
- Katharina Miezekatz: Im Original lautet ihr Nachname Kittycat. Sie lebt mit ihrer Mutter Henrietta in einem Haus, das genau in Huhus Baum erbaut ist. Von allen Freunden kommt sie Daniel verwandtschaftlich am nächsten. Katharina ist sehr geschmeidig und tanzt gerne Ballett.
- Molly: Molly (im Original Trolley) ist eine selbständig fahrende Straßenbahn, die Daniel und seine Freunde oft herumfährt. Sie kann sich nur durch Klingeln verständlich machen.

## Verbindungen zum Vorgänger
Einige der Eltern waren ursprünglich Hauptcharaktere in Mister Roger's Neighborhood. So ist Daniels Vater der ursprüngliche Daniel und Elenas Mutter Elaine Weber (im Original: Fairchild) betrieb schon damals ein Museum, während ihr Vater Stan auch den Musikladen besaß. Molly fuhr ebenfalls zu der Zeit in der Stadt herum und auch King Friday, Queen Saturday, Prince Tuesday und X kamen vor. Henrietta Pussycat lebte auch damals in einem Haus, das in X' Baum erbaut war. Prinz Willis Kusine Chrissie, die auf Gehhilfen angewiesen ist, wurde nach Chrissy Thompson, einer häufigen Besucherin der Originalserie benannt.
Wie einst Fred Rogers begrüßt Daniel die Zuschauer im Vorspann, indem er singt, dass sie Nachbarn wären, während er sich eine rote Wolljacke und Turnschuhe anzieht.

## Produktion und Veröffentlichung
Die Serie wurde von der Fred Rogers Company und Out of the Blue Enterprises produziert, Regie führten Vadim Kapridov und, für eine Folge, Nathalie Toriel. Die Drehbücher wurden vorrangig von Becky Friedman und Angela Santomero geschrieben. Als Produzenten verantwortlich waren Sarah Wallendjack und  Christina Wren und für den Schnitt war Matthias Sundberg zuständig. Die künstlerische Leitung lag bei Bill Tedford.
PBS zeigt die Serie seit dem 3. September 2012 im amerikanischen Fernsehen. Die erste deutsche Ausstrahlung erfolgte ab dem 17. Juni 2013 auf Super RTL. CBC zeigt Tiger Daniel’s Neighborhood in Kanada.

## Synchronisation
| Rolle               | Englische Sprecher            | Deutsche Sprecher    |
| ------------------- | ----------------------------- | -------------------- |
| Daniel Tiger        | Jake Beale                    | Lino Böttcher        |
| Elena Weber         | Addison Holley                | Emma L. Herrmann     |
| Prinz Willi         | Nicholas Kaegi                | Daniel Kirchberger   |
| Huhu Eule           | Zachary Bloch, Stuart Ralston | Piet Nowatzky        |
| Katharina Miezekatz | Amariah Faulkner              | Chloë Lee Constantin |

## Nominierungen und Auszeichnungen
Der kleine Tiger Daniel wurde in den USA zweimal mit dem Parents' Choice Silver Award, 2013 und 2014, ausgezeichnet. In beiden Jahren wurde die Serie auch für den Television Critics' Association Award for Outstanding Achievement in Youth Programming nominiert.